# Xanthomima cyanoxantha
Xanthomima cyanoxantha är en fjärilsart som beskrevs av Edward Meyrick 1889. Xanthomima cyanoxantha ingår i släktet Xanthomima och familjen mätare. Inga underarter finns listade i Catalogue of Life.